# Horeca
Horeca ist ein Begriff aus der Markenartikelindustrie (speziell FMCG), der ein Segment der Vertriebskanäle bezeichnet.
Die Abkürzung steht für HOtel/REstaurant/CAfé oder auch HOtel/REstaurant/CAtering. Wird ein Produkt (z. B. Mineralwasser in kleinen Glasflaschen) nur in der Gastronomie und nicht im Handel verkauft, bezeichnet man es als „Horeca-Produkt“.
Für die einzelnen Teilsegmente werden regelmäßig Rankings auf der Basis der Verkaufszahlen ermittelt und veröffentlicht.